# Troglodytes
Troglodytes este un gen de păsări paseriforme mici din familia pănțărușilor Troglodytidae.

## Taxonomie și sistematică
Genul Troglodytes a fost introdus de ornitologul francez Louis Pierre Vieillot în 1809. Specia tip a fost ulterior desemnată Troglodytes aedon, pănțărușul nordic.

### Specii
Genul conține 18 specii:
- Troglodytes troglodytes – pănțăruș eurasiatic
- Troglodytes hiemalis – pănțăruș de iarnă,
- Troglodytes pacificus – pănțăruș din Pacific
- Troglodytes tanneri
- Troglodytes aedon – pănțăruș nordic
- Troglodytes musculus – pănțăruș sudic
- Troglodytes beani
- Troglodytes martinicensis
- Troglodytes mesoleucus
- Troglodytes musicus
- Troglodytes grenadensis
- Troglodytes cobbi
- Troglodytes sissonii
- Troglodytes rufociliatus
- Troglodytes ochraceus
- Troglodytes solstitialis – pănțăruș de munte
- Troglodytes monticola
- Troglodytes rufulus